# Holger Bohlin
Gustaf Holger Bohlin, född 17 december 1921 i Stockholm, död 12 april 2019 i Göteborgs Vasa församling, var en svensk ekonom och professor.

## Biografi
Bohlin avlade 1946 ekonomisk examen vid Handelshögskolan i Stockholm och var därefter biträdande lärare i industriell ekonomi och organisation vid Tekniska högskolan i Stockholm. Åren 1950–1955 var han VD för Skoindustrins forskningsinstitut och 1956–1959 biträdande direktör i Ekonomisk företagsledning AB. År 1960 startade han tillsammans med Åke U. Strömberg konsultföretaget Bohlin & Strömberg AB med managementuppdrag för många av Sveriges ledande företag, bland annat Volvo, Facit och Alfa Laval.
Han var 1969–1988 professor i industriell organisation vid Chalmers tekniska högskola. Hans utnämning skedde med rekommendationer från flera VD i svenska storföretag, som i avsaknad av formella akademiska meriter var baserade på hans insatser i näringslivet och den professionalisering av konsultation inom management som han drivit. Utnämningen fick politisk och akademisk kritik där han kallades "rådgivare till kapitalisterna och storföretagen".
Som professor byggde han upp området industriell produktion och ekonomi och institutionen Industriell organisation till en dynamisk kunskapsorganisation med närkontakt med flera av Sveriges ledande industriföretag. Han initierade företaget Industriell evolution AB där forsknings- och utvecklingsinsatser i skärningspunkten mellan psykologi, nationalekonomi och industriell utveckling bedrevs. Han bidrog 1986 till bildandet av, och blev förste ordförande för, Chalmers Industriteknik (CIT) som en utanför högskolan stående, ekonomisk enhet (stiftelse) som under affärsmässiga villkor skulle verka för att Chalmers FoU-kompetens i direktsamverkan kunde utnyttjas i näringslivet.
Bohlin tilldelades 1992 Chalmersmedaljen där det bland annat framhölls att han "som ordförande haft stora förtjänster av tillkomsten och utvecklingen av Stiftelsen Chalmers Industriteknik (CIT) som har till syfte att öka forskningssamarbetet mellan industrin och Chalmers, Chalmers Innovationsaktiebolag (CIAB), som bland annat ger stöd till Chalmers groddföretag och Chalmers seminarieserie för industriledare (Chalmers Executive Seminars)".

### Familj
Holger Bohlin är far till ekonomen och professorn Erik Bohlin.
Holger Bohlin är gravsatt i minneslunden på Bromma kyrkogård.